# Estany de Baix
Estany de Baix är en sjö i Andorra. Den ligger i parroquian Canillo, i den östra delen av landet. Estany de Baix ligger 2 328 meter över havet.
Trakten runt Estany de Baix består i huvudsak av kala bergstoppar och gräsmarker.